# مارنيا لزرق
مارينا لزرق (10 يناير 1941 - 13 يناير 2024) كانت أكاديمية جزائرية. ركزت أعمالها على المرأة في العالم الإسلامي، مع التركيز بشكل خاص على الجزائر.

## النشأة
ولدت لزرق في مستغانم، ونشأت في الجزائر المستعمرة، حيث ربتها والدتها، ربة المنزل، ووالدها، بائع الملابس الجاهزة. عندما كانت طفلة، رفضت ارتداء الحجاب. تمكنت لزرق من الالتحاق بمدرسة للأطفال الفرنسيين، وحصلت على شهادة البكالوريا الفرنسية في الفلسفة والرياضيات في عام 1960، أثناء حرب الاستقلال الجزائرية. بعد الحرب، انتقلت عائلتها إلى مدينة الجزائر، حيث عملت في الإدارة البلدية للمدينة.
حصلت على الليسانس في الآداب في الأدب الإنجليزي من جامعة الجزائر عام 1966. بعد تخرجها، بدأت العمل في شركة سوناطراك، وأُرسلت للعمل في مكتبها في نيويورك في عام 1967. أثناء عملها في نيويورك، التحقت بجامعة نيويورك، وحصلت على درجة الماجستير في عام 1970 والدكتوراه في علم الاجتماع في عام 1974.

## المسيرة الأكاديمية
في سبعينيات القرن العشرين، وبينما كانت تكمل أطروحتها حول الفوارق الطبقية في الجزائر، بدأت لزرق في تدريس علم الاجتماع في كلية هانتر. نشرت كتابها الأول، نشوء الطبقات في الجزائر (بالإنجليزية: The Emergence of Classes in Algeria)‏، في عام 1976، والذي كان مبنيًا على أطروحتها.
على مدى العقد التالي، قامت بالتدريس في كلية بروكلين، وكلية هامبشاير، ونيو سكول، وكلية سارة لورانس، قبل أن تعود إلى كلية هانتر في عام 1988 أستاذةً في علم الاجتماع.
وفي عام 1995، تحدثت لزرق في المؤتمر العالمي الرابع للأمم المتحدة للمرأة.
من عام 1999 إلى عام 2000، عملت لزرق مع البنك الدولي في برامج تهدف إلى تعزيز الفرص المتاحة للنساء والفتيات.
زعم كتابها الصادر عام 2017، "شرق فوكو" (بالإنجليزية: Foucault's Orient)‏، أن فوكو كان منحازاً للتقاليد الفكرية الغربية..
في عام 2019، نشرت لزرق روايتها الأولى والوحيدة، صحوة الأم (بالإنجليزية: The Awakening of the Mother)‏، تحت الاسم المستعار مريم بلكلثوم. استندت الرواية المكتوبة باللغة الفرنسية على طفولتها في الجزائر.
تقاعدت لزرق في سبتمبر 2023.

## الحياة الشخصية
أنجبت لزرق ولدين من زواجها من مارك وودكوك، الذي طلقته. توفيت في مانهاتن في 13 يناير 2024، عن عمر يناهز 83 عامًا، أثناء خضوعها للعلاج من السرطان.

## المنشورات

### كتب
- The Emergence of Classes in Algeria (1976)[4][9][10]
- Lazreg, Marnia (1995). The Eloquence of Silence: Algerian Women in Question (بالإنجليزية). Routledge. ISBN:978-1-351-86702-3.[11][12]
- Lazreg, Marnia (2008). Torture and the Twilight of Empire: From Algiers to Baghdad (بالإنجليزية). Princeton University Press. ISBN:978-0-691-17348-1.[13][14][15][16]
- Questioning the Veil (2009)[17]
- Lazreg, Marnia (2017). Foucault's Orient: The Conundrum of Cultural Difference, From Tunisia to Japan (بالإنجليزية). Berghahn Books. ISBN:978-1-78533-623-2.[18][19]
- Lazreg, Marnia (2021). Islamic Feminism and the Discourse of Post-liberation: The Cultural Turn in Algeria (بالإنجليزية). Routledge, Taylor & Francis Group. ISBN:978-1-351-80488-2.

### الفصول
- Lazreg, Marnia (1990). "Feminism and Difference: The Perils of Writing as a Woman on Women in Algeria". In Hirsch, Marianne; Keller, Evelyn Fox (eds.). Conflicts in Feminism (بالإنجليزية). Routledge. ISBN:978-1-135-27525-9.
- Lazreg، Marnia (1994). "Women's Experience and Feminist Epistemology: A critical neo-rationalist approach". Knowing the Difference. Routledge. DOI:10.4324/9780203216125-5/women-experience-feminist-epistemology-marnia-lazreg (غير نشط 1 نوفمبر 2024). ISBN:978-0-203-21612-5. مؤرشف من الأصل في 2024-12-19.{{استشهاد بكتاب}}:  صيانة الاستشهاد: وصلة دوي غير نشطة منذ 2024 (link)
- Lazreg، Marnia (2000). "The Triumphant Discourse of Global Feminism: Should Other Women Be Known?". Going Global. Routledge. DOI:10.4324/9781315864235-3/triumphant-discourse-global-feminism-women-known-marnia-lazreg (غير نشط 1 نوفمبر 2024). ISBN:978-1-315-86423-5. مؤرشف من الأصل في 2024-12-19.{{استشهاد بكتاب}}:  صيانة الاستشهاد: وصلة دوي غير نشطة منذ 2024 (link)
- Lazreg, Marnia (2000). "Citizenship and Gender in Algeria". In Joseph, Saud (ed.). Gender and Citizenship in the Middle East (بالإنجليزية). Syracuse University Press. ISBN:978-0-8156-2865-1.
- Lazreg، Marnia (2008). "Consequences of Political Liberalization and Sociocultural Mobilization for Women in Algeria, Egypt and Jordan". Governing Women. Routledge. DOI:10.4324/9780203892503-5/consequences-political-liberalization-sociocultural-mobilization-women-algeria-egypt-jordan-marnia-lazreg (غير نشط 1 نوفمبر 2024). ISBN:978-0-203-89250-3. مؤرشف من الأصل في 2024-12-19.{{استشهاد بكتاب}}:  صيانة الاستشهاد: وصلة دوي غير نشطة منذ 2024 (link)

### المقالات
- Lazreg، Marnia (1983). "The Reproduction of Colonial Ideology: The Case of the Kabyle Berbers". Arab Studies Quarterly. ج. 5 ع. 4: 380–395. ISSN:0271-3519. JSTOR:41857696. مؤرشف من الأصل في 2024-11-17.
- Lazreg، Marnia (1990). "Gender and Politics in Algeria: Unraveling the Religious Paradigm". Signs. ج. 15 ع. 4: 755–780. DOI:10.1086/494627.
- Lazreg، Marnia (1998). "Islamism and the Recolonization of Algeria". Arab Studies Quarterly. ج. 20 ع. 2: 43–58. ISSN:0271-3519. JSTOR:41858247. مؤرشف من الأصل في 2024-03-13.